# Torneo Clausura 2016 (Guatemala)
El Torneo Clausura 2016 fue el 34.º torneo corto del fútbol guatemalteco, dando fin a la temporada 2015-16 de la Liga Nacional de Fútbol de Guatemala.

## Equipos

### Equipos participantes
| Club                                  | Ciudad              | Departamento   | Estadio                         | Capacidad |
| ------------------------------------- | ------------------- | -------------- | ------------------------------- | --------- |
| Antigua GFC                           | Antigua Guatemala   | Sacatepéquez   | Estadio Pensativo               | 10.000    |
| Club Social y Deportivo Municipal     | Ciudad de Guatemala | Guatemala      | Estadio Manuel Felipe Carrera   | 12.000    |
| Club Social y Deportivo Suchitepéquez | Mazatenango         | Suchitepéquez  | Estadio Carlos Salazar Hijo     | 15.000    |
| Cobán Imperial                        | Cobán               | Alta Verapaz   | Estadio José Ángel Rossi        | 15.000    |
| Comunicaciones Fútbol Club            | Ciudad de Guatemala | Guatemala      | Estadio Cementos Progreso       | 17.000    |
| Deportivo Guastatoya                  | Guastatoya          | El Progreso    | Estadio David Cordón Hichos     | 5.500     |
| Deportivo Malacateco                  | Malacatán           | San Marcos     | Estadio Santa Lucía             | 9.000     |
| Deportivo Marquense                   | San Marcos          | San Marcos     | Estadio Marquesa de la Ensenada | 12.000    |
| Deportivo Mictlán                     | Asunción Mita       | Jutiapa        | Estadio La Asunción             | 6.000     |
| Deportivo Petapa                      | San Miguel Petapa   | Guatemala      | Estadio Julio Armando Cobar     | 7.500     |
| Universidad SC                        | Ciudad de Guatemala | Guatemala      | Estadio Revolución              | 5.000     |
| Xelajú Mario Camposeco                | Quetzaltenango      | Quetzaltenango | Estadio Mario Camposeco         | 15.000    |

### Equipos por departamento
| Departamento   | N.º | Equipos                                 |
| -------------- | --- | --------------------------------------- |
| Guatemala      | 4   | Comunicaciones, Municipal, Petapa, USAC |
| San Marcos     | 2   | Malacateco, Marquense                   |
| Alta Verapaz   | 1   | Cobán Imperial                          |
| El Progreso    | 1   | Guastatoya                              |
| Jutiapa        | 1   | Mictlán                                 |
| Quetzaltenango | 1   | Xelajú                                  |
| Sacatepéquez   | 1   | Antigua                                 |
| Suchitepéquez  | 1   | Suchitepéquez                           |

## Fase de clasificación
|  | Pos. | Equipos        | PJ | PG | PE | PP | GF | GC | Dif. | PTS | Clasificación        |
|  | ---- | -------------- | -- | -- | -- | -- | -- | -- | ---- | --- | -------------------- |
|  | 1º   | Suchitepéquez  | 22 | 12 | 3  | 7  | 36 | 23 | +12  | 39  | Semifinales          |
|  | 2º   | Municipal      | 22 | 9  | 9  | 4  | 29 | 21 | +8   | 36  | Semifinales          |
|  | 3º   | Comunicaciones | 22 | 9  | 5  | 8  | 32 | 27 | +5   | 32  | Acceso a semifinales |
|  | 4º   | Malacateco     | 22 | 9  | 4  | 9  | 35 | 24 | +11  | 31  | Acceso a semifinales |
|  | 5º   | Antigua GFC    | 22 | 8  | 7  | 7  | 27 | 23 | +4   | 31  | Acceso a semifinales |
|  | 6º   | Marquense      | 22 | 8  | 7  | 7  | 30 | 29 | +1   | 31  | Acceso a semifinales |
|  | 7º   | Guastatoya     | 22 | 10 | 1  | 11 | 26 | 28 | -2   | 31  |                      |
|  | 8º   | Mictlán        | 22 | 8  | 6  | 8  | 21 | 28 | -7   | 30  |                      |
|  | 9°   | Universidad SC | 22 | 8  | 5  | 9  | 32 | 29 | +3   | 29  |                      |
|  | 10º  | Xelajú MC      | 22 | 5  | 9  | 8  | 19 | 25 | -6   | 24  |                      |
|  | 11º  | Petapa         | 22 | 5  | 8  | 9  | 33 | 40 | -7   | 23  |                      |
|  | 12º  | Cobán Imperial | 22 | 5  | 8  | 9  | 17 | 40 | -23  | 23  |                      |
|  |      |                |    |    |    |    |    |    |      |     |                      |

## Líderes individuales

### Trofeo Juan Carlos Plata
| N.º                  | Jugador              | Goles | Minutos Jugados | Equipo                                |
| -------------------- | -------------------- | ----- | --------------- | ------------------------------------- |
|                      | Juan José Valenzuela | 15    | 1258            | Deportivo Malacateco                  |
| Carlos Kamiani Félix | 15                   | 1844  | Universidad SC  |                                       |
| 3                    | Emiliano Ariel López | 12    | 1520            | Comunicaciones Fútbol Club            |
| 4                    | Agustín Herrera      | 11    | 1567            | Antigua GFC                           |
| 4                    | Omar Zalazar         | 11    | 1673            | Club Social y Deportivo Suchitepéquez |

### Trofeo Josue Danny Ortiz
| N.º | Jugador            | Partidos | Goles | Promedio | Equipo                                |
| --- | ------------------ | -------- | ----- | -------- | ------------------------------------- |
|     | David Guerra       | 15.76    | 14    | 0.89     | Universidad SC                        |
| 2   | José Mendoza Posas | 19       | 18    | 0.95     | Xelajú Mario Camposeco                |
| 3   | David Monsalve     | 21       | 21    | 1.00     | Club Social y Deportivo Suchitepéquez |

## Fase Final
|  | Clasificación a Semifinales | Clasificación a Semifinales | Clasificación a Semifinales | Clasificación a Semifinales | Clasificación a Semifinales |  |  | Semifinales | Semifinales    | Semifinales | Semifinales | Semifinales |  |  | Final | Final          | Final | Final | Final |
|  |                             |                             |                             |                             |                             |  |  |             |                |             |             |             |  |  |       |                |       |       |       |
|  |                             |                             |                             |                             |                             |  |  | 1           | Suchitepéquez  | 2           | 2           | 4           |  |  |       |                |       |       |       |
|  | 4                           | Malacateco                  | 0                           | 3                           | 3                           |  |  | 4           | Malacateco     | 1           | 0           | 1           |  |  |       |                |       |       |       |
|  | 5                           | Antigua GFC                 | 2                           | 0                           | 2                           |  |  |             |                |             |             |             |  |  | 1     | Suchitepéquez  | 1     | 3     | 4     |
|  |                             |                             |                             |                             |                             |  |  |             |                |             |             |             |  |  | 3     | Comunicaciones | 2     | 0     | 2     |
|  |                             |                             |                             |                             |                             |  |  | 2           | Municipal      | 0           | 2           | 2           |  |  |       |                |       |       |       |
|  | 3                           | Comunicaciones              | 3                           | 1                           | 4                           |  |  | 3           | Comunicaciones | 1           | 1           | 2 (v)       |  |  |       |                |       |       |       |
|  | 6                           | Marquense                   | 3                           | 0                           | 3                           |  |  |             |                |             |             |             |  |  |       |                |       |       |       |

| Campeón - Clausura 2016 |
| Suchitepéquez 2° Título |
|                         |

## Tabla acumulada
|  | Pos. | Equipos        | PJ | PG | PE | PP | GF | GC | Dif. | PTS | Clasificación                            |
|  | ---- | -------------- | -- | -- | -- | -- | -- | -- | ---- | --- | ---------------------------------------- |
|  | 1º   | Suchitepéquez  | 44 | 22 | 7  | 15 | 72 | 50 | +22  | 73  | Liga de Campeones de la Concacaf 2016-17 |
|  | 2º   | Antigua GFC    | 44 | 19 | 12 | 13 | 55 | 42 | +13  | 69  | Liga de Campeones de la Concacaf 2016-17 |
|  | 3º   | Comunicaciones | 44 | 20 | 9  | 15 | 58 | 47 | +11  | 69  |                                          |
|  | 4º   | Municipal      | 44 | 18 | 13 | 13 | 57 | 48 | +9   | 67  |                                          |
|  | 5º   | Guastatoya     | 44 | 19 | 8  | 17 | 59 | 51 | +8   | 65  |                                          |
|  | 6º   | Xelajú MC      | 44 | 18 | 11 | 15 | 41 | 42 | -1   | 65  |                                          |
|  | 7º   | Marquense      | 44 | 16 | 12 | 16 | 52 | 57 | -5   | 60  |                                          |
|  | 8º   | Petapa         | 44 | 14 | 14 | 16 | 62 | 71 | -9   | 56  |                                          |
|  | 9°   | Mictlán        | 44 | 15 | 11 | 18 | 45 | 56 | -11  | 56  |                                          |
|  | 10º  | Cobán Imperial | 44 | 12 | 15 | 17 | 37 | 66 | -29  | 51  |                                          |
|  | 11º  | Malacateco     | 44 | 13 | 9  | 22 | 59 | 65 | -6   | 48  | Promoción por la permanencia             |
|  | 12º  | Universidad SC | 44 | 12 | 11 | 21 | 63 | 65 | -2   | 47  | Primera División 2016-17                 |
|  |      |                |    |    |    |    |    |    |      |     |                                          |

## Playoffs por la permanencia
| Local en la ida   | Global | Local en la vuelta | Ida   | Vuelta |
| ----------------- | ------ | ------------------ | ----- | ------ |
| Escuintla Heredia | 3 - 6  | Malacateco         | 1 - 2 | 2 - 4  |

- Malacateco se mantiene en Liga Nacional
- Escuintla Heredia permanece en Primera División de Ascenso